# Sima (arquitectura)

Dibujo esquemático de una sima "3".

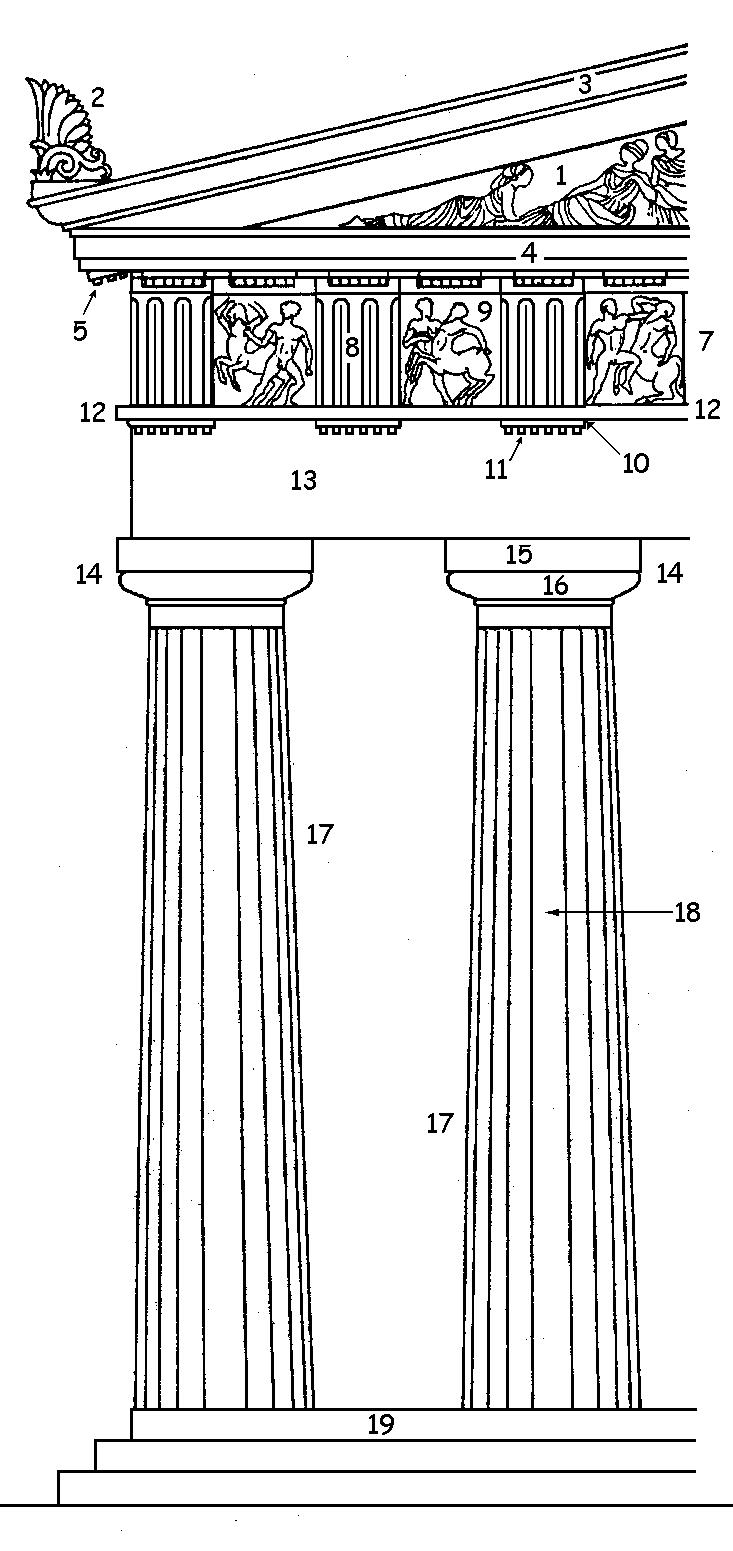
Sima en la arquitectura clásica griega "3".

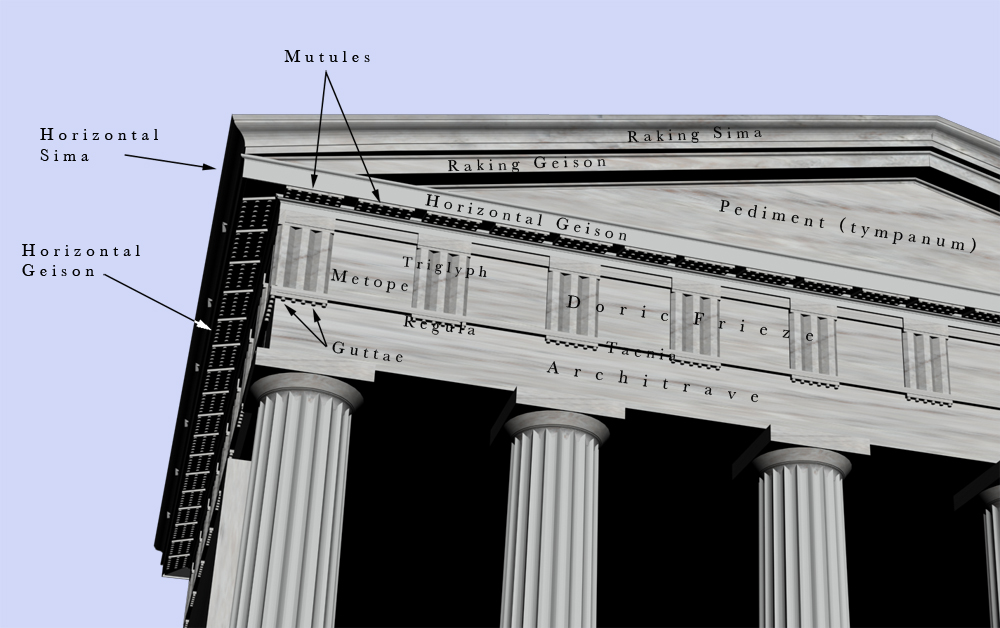
Esquema de los dos tipos de sima en el orden dórico.

Una sima en la arquitectura clásica, es el borde vuelto hacia arriba de un tejado que actúa como un canalón. El término proviene del griego simos, que significa "doblado hacia arriba".

## Forma
La sima recorre los cuatro lados de un edificio. Puede estar hecha de terracota o de piedra. Hay dos tipos básicos de sima: la sima inclinada y la sima lateral. La primera es continua y generalmente sigue la pendiente del tejado. La segunda corre a lo largo de los bordes horizontales y está rota por bajantes para dejar salir el agua de lluvia.

## Decoración
Las simas normalmente están decoradas. Las simas de piedra llevan narraciones continuas, especialmente en los lados inclinados donde no son interrumpidas por canalones, similar a un friso. Las simas de terracota llevan patrones repetitivos que son fáciles de reproducir con moldes. En particular, las simas inclinadas, a menudo, estaban decoradas con motivos florales u otros patrones.
Las primeras simas presentaban canalones tubulares o semicilíndricos, pero a mediados del siglo VI a. C. fueron reemplazados en su mayoría por canalones con forma de cabezas de animales. Las más comunes eran las cabezas de león, pero también existían cabezas de carnero y de perro. Estas cabezas de animales pueden haber servido como símbolos religiosos o como juegos de palabras sobre la ubicación geográfica de la estructura.